# K'asp'i
K'asp'i (in georgiano კასპი?) è una città della Georgia, centro amministrativo dell'omonima municipalità sita nella regione di Shida Kartli. Si trova a 48 chilometri di distanza dalla capitale Tbilisi. Nel censimento del 2014 la sua popolazione contava 13.423 abitanti. È bagnata dal fiume Kura.

## Storia
K'asp'i è uno dei più antichi insediamenti urbani del territorio georgiano. Fu uno dei più grandi ed importanti centri dell'Iberia caucasica. Nell'VIII secolo venne distrutta dagli arabi a seguito di una invasione. Nel XV secolo divenne un possedimento della famiglia nobile degli Amilakhvari. K'asp'i ottenne ufficialmente lo status di città nel 1959. Durante il XX secolo ha conosciuto un periodo di forte modernizzazione e sviluppo, divenendo una rilevante zona industriale del paese. Nel corso della guerra russo-georgiana del 2008 la città fu colpita dai bombardamenti russi, i quali causarono danni agli impianti industriali e distrussero il ponte ferroviario cittadino.

## Cultura
La città ospita varie rovine di chiese, monasteri ed altri edifici risalenti al periodo dell'alto medioevo. Il monumento più importante di K'asp'i è la statua equestre del condottiero Giorgi Saakadze. Nel 1941 fu sepolto in città l'eroe dell'Unione Sovietica Il'ja Chmaladze.

## Economia
K'asp'i è uno dei centri industriali della Georgia. Particolarmente significativa è la presenza in città di imprese operanti nel campo del cemento.